# Ludwig Zenk
Ludwig Karl Maria Zenk (18. listopadu 1900 Vídeň – 16. června 1949 Vídeň) byl rakouský dirigent a hudební skladatel. Příslušník Druhé vídeňské školy.

## Život
Narodil se ve Vídni. Od roku 1920 studoval hudební vědu na Vídeňské univerzitě a současně navštěvoval dirigentský kurz vedený Antonem Webernem a kompoziční seminář Arnolda Schoenberga. V letech 1921–1925 studoval hudební teorii a skladbu u Antona Weberna, se kterým se záhy spřátelil.
V letech 1925–1931 působil jako dirigent v Jihlavě, ve Znojmě a v Míšni. V následujících letech pokračoval ve studiu u Weberna a zúčastnil se dirigentských kurzů Hermanna Scherchena ve Vídni a patrně i ve Štrasburku. V roce 1933 získal E.-Hertzka-Preis za svou Klavírní sonátu, op. 1. Od roku 1933 působil jako tajemník rakouské pobočky Mezinárodní společnost pro soudobou hudbu (ISCM), soukromě vyučoval hudbu a přednášel na Dělnické konzervatoři (Arbeiterkonservatorium). Po dobu světové války byl dirigentem v Theater in der Josefstadt a komponoval scénickou hudbu. Na sklonku války byl nakrátko povolán do Volkssturmu.
V roce 1947 obdržel Zenk druhou cenu v soutěži organizované Společností přátel hudby ve Vídni (Gesellschaft der Musikfreunde in Wien) za písňový cyklus Trakl Lieder, op. 9.

## Dílo (výběr)
- 2 klavírní sonáty
- Smyčcový kvartet
- Bertold Brecht: Dobrý člověk ze Sečuanu (scénická hudba)
- Franz Graf von Pocci: Kasperl Larifari (scénická hudba)
- písně, písňové cykly a sbory
- Trio pro klarinet, violu a klavír (nedokončeno)